# Ambra Vallo
Ambra Vallo (Nápoles) bailarina italiana de danza clásica. 

## Biografía
Se formó en la Escuela del Ballet Real de Flandes. A los diecisiete años bailó como artista invitada por Vladímir Vasíliev en la inauguración de la temporada de ballet del "Teatro dell'Opera di Roma". Fue Solista de la "Ópera Real de Valonia", y después de "Royal Ballet de Flandes", ha sido solista principal de English National Ballet de 1993. Desde el 2001, es una de las más destacadas bailarinas principales del Ballet Real. "Debrett's people of today" la incluye entre los mil personajes más famosos del Reino Unido.